# Euphorbia andrachnoides
Euphorbia andrachnoides — вид рослин із родини молочайних (Euphorbiaceae), що зростає у центральній Азії.

## Опис
Це гола рослина 10–20 см заввишки. Стеблові листки сидячі, чергові, яйцювато-трикутні, 1–2 см, тупі, цілісні. Квітки жовті. Циатій дзвінчастий.

## Поширення
Зростає у таких країнах і територіях: Алтай, Казахстан, Монголія, Сіньцзян.